# 城巴91線
城巴91線是香港島一條來往鴨脷洲邨和中環碼頭的巴士路線，主要接送鴨脷洲邨、利東邨、香港仔居民往返薄扶林、西營盤、上環及中環。

## 歷史
- 1982年11月16日：投入服務，當時由中華巴士經營，來往鴨脷洲邨至西營盤[1]。
- 1988年4月25日：增加特別班次，在平日早上由利東邨開往西營盤，平日早上繁忙時間以外的班次來回程繞經利東邨[1]。
- 1989年10月1日：假日班次亦繞經利東邨，但該項措施令行車時間加長，對乘客亦構成不便。
- 1989年11月16日：來往利東邨至中環的94線開辦，本線不再繞經利東邨。
- 1992年：94線取消假日服務，本線在假日重新繞經利東邨。
- 1993年8月16日：總站遷往中環林士街[1]。
- 1995年1月16日：總站遷往中環港景街，同年5月9日總站遷往中環碼頭[1]。
- 1995年9月1日：服務延長至深夜，晚間班次以海怡半島為總站。
- 1996年(確實日期待查)：增設空調巴士服務。
- 1998年9月1日：中巴專營權結束，由新巴接辦本線。
- 1999年5月17日：本路線不再繞經利東邨[1]。
- 2000年代初(確實日期待查)：提升為全空調巴士服務。
- 2003年3月1日：車資下調。
- 2004年12月19日：平日早上9時後及假日所有的班次繞經利東邨[1]。
- 2007年1月1日：晚間總站遷往鴨脷洲利南道，同年7月15日總站遷回海怡半島。
- 2009年6月29日：所有常規班次以鴨脷洲邨作總站，而平日海怡半島開出的特別班次則維持不變[2]。
- 2018年1月15日：增設實時抵站時間查詢服務。
- 2022年8月28日：因應94線取消，本線所有班次均繞經利東邨，星期一至六由鴨脷洲邨開出之頭班車提早至05:45；增設特別班次，於星期一至六07:20由利東邨開往中環；調整由海怡半島（美康閣）開出之特別班次服務時間為06:40、07:05、07:25及07:55，除07:05班次外，其餘三班車繞經利東邨[3]。
- 2023年7月1日：因應城巴新巴專營權合併，本線改由城巴經營。

## 服務時間及班次
常規班次
| 鴨脷洲邨開       | 鴨脷洲邨開          | 鴨脷洲邨開          | 中環碼頭開       | 中環碼頭開          | 中環碼頭開          |
| 日期             | 服務時間            | 班次（分鐘）        | 日期             | 服務時間            | 班次（分鐘）        |
| ---------------- | ------------------- | ------------------- | ---------------- | ------------------- | ------------------- |
| 星期一至五       | 05:45-06:25         | 20                  | 星期一至五       | 06:25、06:40、06:55 | 06:25、06:40、06:55 |
| 星期一至五       | 06:45、07:00、07:10 | 06:45、07:00、07:10 | 星期一至五       | 07:15、07:35、07:50 | 07:15、07:35、07:50 |
| 星期一至五       | 07:30、07:45、08:00 | 07:30、07:45、08:00 | 星期一至五       | 08:10、08:30、08:45 | 08:10、08:30、08:45 |
| 星期一至五       | 08:15-09:00         | 15                  | 星期一至五       | 09:00-16:00         | 20                  |
| 星期一至五       | 09:00-13:00         | 20                  | 星期一至五       | 16:00-16:30         | 15                  |
| 星期一至五       | 13:00-14:00         | 15                  | 星期一至五       | 16:30-17:30         | 12                  |
| 星期一至五       | 14:00-18:40         | 20                  | 星期一至五       | 17:30-19:00         | 15                  |
| 星期一至五       | 18:40-23:15         | 25                  | 星期一至五       | 19:00-21:40         | 20                  |
| 星期一至五       | 23:45               | 23:45               | 星期一至五       | 21:40-00:10         | 25                  |
|                  |                     |                     | 星期一至五       | 00:40               |                     |
| 星期六           | 05:45-06:25         | 20                  | 星期六           | 06:25-11:00         | 25                  |
| 星期六           | 06:45、07:00、07:10 | 06:45、07:00、07:10 | 星期六           | 11:00-12:00         | 15                  |
| 星期六           | 07:30、07:45、08:00 | 07:30、07:45、08:00 | 星期六           | 12:00-14:00         | 20                  |
| 星期六           | 08:15-20:15         | 20                  | 星期六           | 14:00-14:50         | 25                  |
| 星期六           | 20:15-22:45         | 25                  | 星期六           | 14:50-18:10         | 20                  |
| 星期六           | 22:45-23:45         | 30                  | 星期六           | 18:10-23:10         | 25                  |
|                  |                     |                     | 星期六           | 23:10-00:40         | 30                  |
| 星期日及公眾假期 | 06:00-07:40         | 25                  | 星期日及公眾假期 | 06:45-13:50         | 25                  |
| 星期日及公眾假期 | 07:40-09:20         | 20                  | 星期日及公眾假期 | 13:50-17:10         | 20                  |
| 星期日及公眾假期 | 09:20-22:15         | 25                  | 星期日及公眾假期 | 17:10-22:10         | 25                  |
| 星期日及公眾假期 | 22:15-23:45         | 30                  | 星期日及公眾假期 | 22:10-00:40         | 30                  |

特別班次
- 海怡半島美康閣開：
  - 星期一至六：06:40、07:05、07:25、07:55（即上表鴨脷洲邨開出斜體字之班次）
- 利東邨東興樓開：
  - 星期一至六：07:20

特別班次逢星期日及公眾假期不設服務

## 收費
全程：$7.4
- 逸港居往中環碼頭／恒生銀行總行往鴨脷洲邨：$7.1
- 瑪麗醫院往中環碼頭：$5.5
- 西區警署往中環碼頭：$4.5
- 瑪麗醫院往鴨脷洲邨：$5.3
- 田灣街往鴨脷洲邨：$4.0

| - 本線設有12歲以下小童及65歲或以上長者半價優惠。 - 65歲或以上香港居民使用「樂悠咭」，以及12歲以下合資格殘疾兒童使用「殘疾人士身份」個人八達通繳付車資，均可享有每程$2.0或半價（以較低者為準）的票價優惠；12至64歲合資格殘疾人士使用「殘疾人士身份」個人八達通（包括「樂悠咭」），以及60至64歲香港居民使用「樂悠咭」繳付車資，均可享有每程$2.0或全費（以較低者為準）的票價優惠。 - 65歲或以上長者如使用長者或一般個人八達通繳付車資，則只可享有半價優惠；12至64歲合資格殘疾人士如不使用「殘疾人士身份」個人八達通，以及60至64歲人士如不使用「樂悠咭」繳付車資，必須繳付全費。 - 乘客可以現金或八達通於上車時付款，不設找續。 - 每位成人乘客可免費攜帶最多兩名4歲以下而不佔座位的兒童乘客乘車，超額之4歲以下小童必須繳付小童車費乘車。 - 九龍巴士、城巴及龍運巴士全職員工及家屬（不包括外判職員）可免費乘搭本路線，惟必須拍職員或職員家屬八達通。 - 乘客亦可使用AlipayHK「易乘碼」、支付寶、WeChatHK／微信支付「搭車碼」、銀聯雲閃付「乘車碼」及BOC Pay「乘車碼」、具有感應式支付功能的VISA、Mastercard及銀聯卡，以及Apple Pay、Google Pay及Samsung Pay流動支付平台繳付車資。使用此支付方式的乘客可享有中途下車之分段收費，以及與其他城巴獨營路線或聯營線城巴班次之轉乘優惠，惟不適用於與非城巴路線之轉乘優惠。乘客亦不能享有「公共交通費用補貼計劃」及「長者及合資格殘疾人士公共交通票價優惠計劃」。 |

### 八達通轉乘優惠
乘客登上本線後指定時間內以同一張八達通卡轉乘以下路線，或從以下路線登車後指定時間內以同一張八達通卡轉乘本線，次程可獲車資折扣優惠：
- 91往中環碼頭 → 30X往金鐘，次程可獲$4.8折扣優惠，轉乘時限為60分鐘，必須於瑪麗醫院轉乘
- 91往鴨脷洲邨 → 95C往利南道工業區，次程可獲$1折扣優惠，轉乘時限為90分鐘
- 95C往置富 → 91往中環碼頭，次程可獲$1折扣優惠，轉乘時限為60分鐘

## 使用車輛
現時本線主要使用亞歷山大丹尼士Enviro 500 11.3米（4000-4039）/12米（5500-5582）、Enviro 500 MMC 11.3米（4040-4091）/12米（5584-5839）及富豪B9TL 11.3米（45**）行走。

## 行車路線
鴨脷洲邨開經：海怡路、鴨脷洲橋道、鴨脷洲徑、利東邨道、鴨脷洲徑、鴨脷洲橋道、鴨脷洲大橋、香港仔海旁道、石排灣道、薄扶林道、第二街、水街、德輔道西、干諾道西、干諾道中、民吉街、中環（林士街）巴士總站、民吉街、統一碼頭道、干諾道中、民祥街及民耀街。
粗體字之路段祇適用於由海怡半島美康閣開出的班次駛經，其中07:05開出的班次不經斜體字之路段。
中環碼頭開經：民光街、民耀街、港景街、中環（交易廣場）巴士總站、干諾道中（東行）、支路、干諾道中（西行）、租庇利街、皇后大道中、皇后大道西、薄扶林道、石排灣道、香港仔海旁道、香港仔大道、鴨脷洲大橋、鴨脷洲橋道、鴨脷洲徑、利東邨道、鴨脷洲徑及鴨脷洲橋道。

### 沿線車站

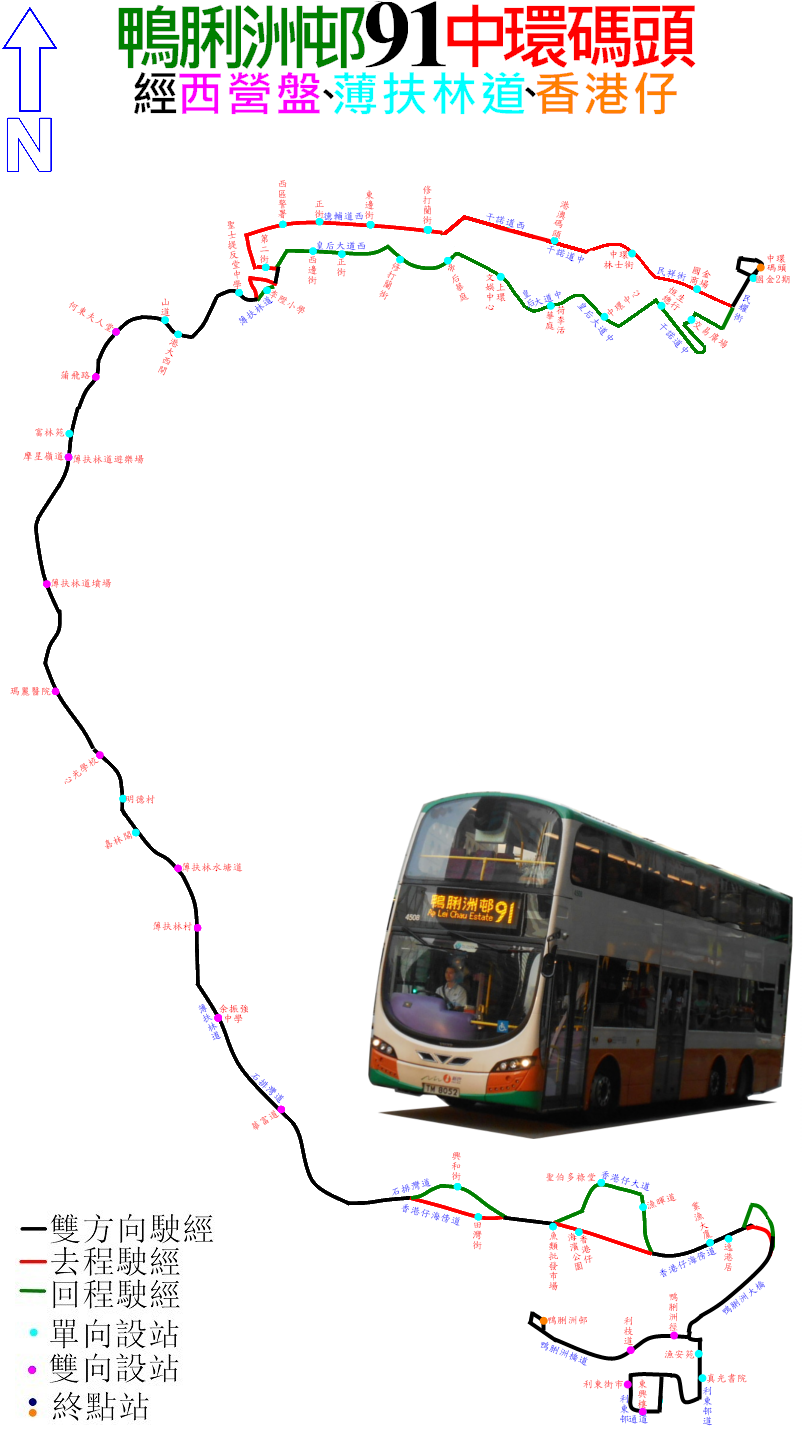
本線的走線圖

### 沿線車站[4]
| 鴨脷洲邨開 | 鴨脷洲邨開                     | 鴨脷洲邨開             | 中環碼頭開 | 中環碼頭開                     | 中環碼頭開               |
| 序號       | 車站名稱                       | 位置                   | 序號       | 車站名稱                       | 位置                     |
| ---------- | ------------------------------ | ---------------------- | ---------- | ------------------------------ | ------------------------ |
| ^          | 海怡半島美康閣                 | 海怡路                 | 1          | 中環碼頭                       | 中環碼頭巴士總站         |
| ^          | 海怡半島海韻閣                 | 海怡路                 | 2          | 國際金融中心二期               | 民耀街                   |
| ^          | 鴨脷洲邨利澤樓                 | 鴨脷洲橋道             | 3          | 中環（交易廣場）               | 中環（交易廣場）巴士總站 |
| 1          | 鴨脷洲邨                       | 鴨脷洲邨巴士總站       | 4          | 恒生銀行總行                   | 干諾道中                 |
| 2          | 利枝道                         | 鴨脷洲橋道             | 5          | 中環中心                       |                          |
| 3          | 鴨脷洲徑                       | 鴨脷洲橋道             | 6          | 荷李活華庭                     |                          |
| 4*         | 利東邨東興樓                   | 利東邨道               | 7          | 上環文娛中心                   |                          |
| 5*         | 利東街市                       | 利東邨道               | 8          | 帝后華庭                       |                          |
| 6*         | 漁安苑                         | 利東邨道               | 9          | 修打蘭街                       |                          |
| 7          | 逸港居                         | 香港仔海旁道           | 10         | 正街                           |                          |
| 8          | 香港仔海濱公園                 | 香港仔海旁道           | 11         | 西邊街                         |                          |
| 9          | 香港仔魚類批發市場             | 香港仔海旁道           | 12         | 李陞小學                       | 薄扶林道                 |
| 10         | 田灣街                         | 香港仔海旁道           | 13         | 香港大學西閘                   | 薄扶林道                 |
| 11         | 華富道                         | 石排灣道               | 14         | 何東夫人堂                     | 薄扶林道                 |
| 12         | 余振強紀念第二中學             | 薄扶林道               | 15         | 蒲飛路                         | 薄扶林道                 |
| 13         | 薄扶林村                       | 薄扶林道               | 16         | 薄扶林道遊樂場                 | 薄扶林道                 |
| 14         | 薄扶林水塘道                   | 薄扶林道               | 17         | 香港華人基督教聯會薄扶林道墳場 | 薄扶林道                 |
| 15         | 嘉林閣                         | 薄扶林道               | 18         | 瑪麗醫院                       | 薄扶林道                 |
| 16         | 心光學校                       | 薄扶林道               | 19         | 心光學校                       | 薄扶林道                 |
| 17         | 瑪麗醫院                       | 薄扶林道               | 20         | 明德村                         | 薄扶林道                 |
| 18         | 香港華人基督教聯會薄扶林道墳場 | 薄扶林道               | 21         | 薄扶林水塘道                   | 薄扶林道                 |
| 19         | 摩星嶺道                       | 薄扶林道               | 22         | 薄扶林村                       | 薄扶林道                 |
| 20         | 富林苑                         | 薄扶林道               | 23         | 余振強紀念第二中學             | 薄扶林道                 |
| 21         | 蒲飛路                         | 薄扶林道               | 24         | 華富道                         | 石排灣道                 |
| 22         | 何東夫人堂                     | 薄扶林道               | 25         | 田灣街                         | 石排灣道                 |
| 23         | 香港大學百週年校園             | 薄扶林道               | 26         | 聖伯多祿堂                     | 香港仔大道               |
| 24         | 聖士提反堂中學                 | 薄扶林道               | 27         | 漁暉道                         | 香港仔大道               |
| 25         | 第二街                         | 第二街                 | 28         | 業漁大廈                       | 香港仔大道               |
| 26         | 西區警署                       | 德輔道西               | 29         | 香港真光書院                   | 利東邨道                 |
| 27         | 正街                           | 德輔道西               | 30         | 利東邨東興樓                   | 利東邨道                 |
| 28         | 東邊街                         | 德輔道西               | 31         | 利東街市                       | 利東邨道                 |
| 29         | 修打蘭街                       | 德輔道西               | 32         | 鴨脷洲徑                       | 鴨脷洲橋道               |
| 30         | 港澳碼頭                       | 干諾道中               | 33         | 利枝道                         | 鴨脷洲橋道               |
| 31         | 中環（林士街）                 | 中環（林士街）巴士總站 | 34         | 鴨脷洲邨                       | 鴨脷洲邨巴士總站         |
| 32         | 國際金融中心商場               | 民祥街                 |            |                                |                          |
| 33         | 中環碼頭                       | 中環碼頭巴士總站       |            |                                |                          |

註：有 ^ 號之車站祇限海怡半島開出的班次使用，其中07:05的班次不停有 * 號之車站

## 外部連結
- 城巴官方網站路線資料：普通線 （页面存档备份，存于） 特別路線 （页面存档备份，存于）
- 新巴91線路線圖 （页面存档备份，存于）
- 新巴91線詳細時間表 （页面存档备份，存于）
- 681巴士總站 （页面存档备份，存于）
- 《二十世紀港島區巴士路線發展史》，容偉釗編著，BSI出版
- 《香港島巴士路線與社區發展》，ISBN：9789888310067，出版商：中華書局(香港)有限公司，出版日期：2014年11月